# Songyuan
Songyuan is een stadsprefectuur en stad in het noordwesten van de noordoostelijke provincie Jilin,  Volksrepubliek China. Songyuan heeft 2,8 miljoen inwoners, waarvan ruim 500.000 in de centrale stad. Songyuan is de zetel van de stadsrefectuur Songyuan.

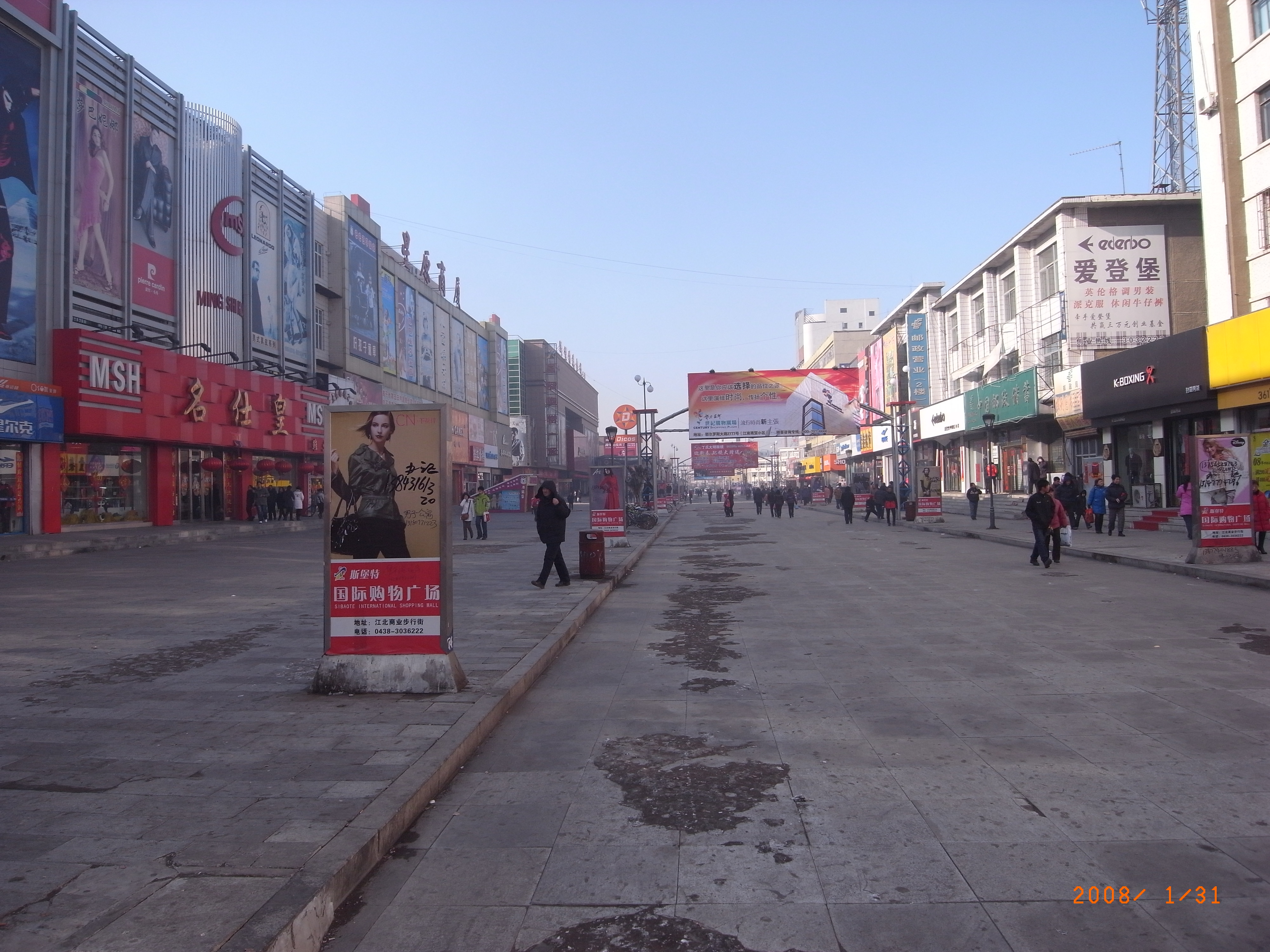
Winkelstraat in Songyuan